# Conceição de Macabu
Conceição de Macabu là một đô thị thuộc bang Rio de Janeiro, Brasil. Đô thị này có diện tích 348,327 km², dân số năm 2007 là 19875 người, mật độ 57,1 người/km².